# 松広寺
松広寺（しょうこうじ、ソングァンサ、송광사）は、大韓民国の全羅南道順天市にある仏教寺院。
韓国仏教の最大勢力である曹渓宗の発祥地。また曹渓宗の三宝寺院、五大叢林（曹渓叢林）に数えられている。曹渓宗の第21教区本寺。
曹渓宗の開祖である知訥（1158年 - 1210年）はその晩年の10年間を松広寺で過ごした。高麗時代に16人の国師を輩出したことから、僧宝寺刹と呼ばれる。

## 歴史
曹渓宗（大韓仏教曹渓宗）は、新羅時代末期に慧麟が吉祥寺を創建したときをもって、松広寺の創建としている。吉祥寺は華厳宗の寺院だった。1200年、曹渓宗の創始者である知訥が浄慧結社（「結社」というのは高麗中期に活発だった仏教浄化組職)の拠点を吉祥寺に移し、吉祥寺を修禅寺に改名した。寺名は1208年（熙宗4年）にさらに改名され、現在の松広寺になった。
李氏朝鮮の太宗による1407年（太宗7年）の仏教弾圧の際、存続を許された88寺院の中に松広寺の名前はなく、廃寺になったようである。 世宗による1424年（世宗6年）の仏教弾圧の際、存続を許された36寺院の中にも名前はなく、引き続き廃寺のままだったようである（朝鮮の仏教#李氏朝鮮時代の仏教弾圧）。
1842年（憲宗8年）の大火事、1948年の麗水・順天事件、1951年の共匪蛮行等でほとんどの建造物が繰り返し消失し、現在までに8回再建された。ソウルオリンピックをひかえた1984年から1988年にかけて、大規模再建事業によって33の建造物が建てられ、現在の形になった。
日本統治時代の1911年、寺刹令施行規則（7月8日付）によって、朝鮮三十本山に指定された（1924年以降は朝鮮三十一本山）。

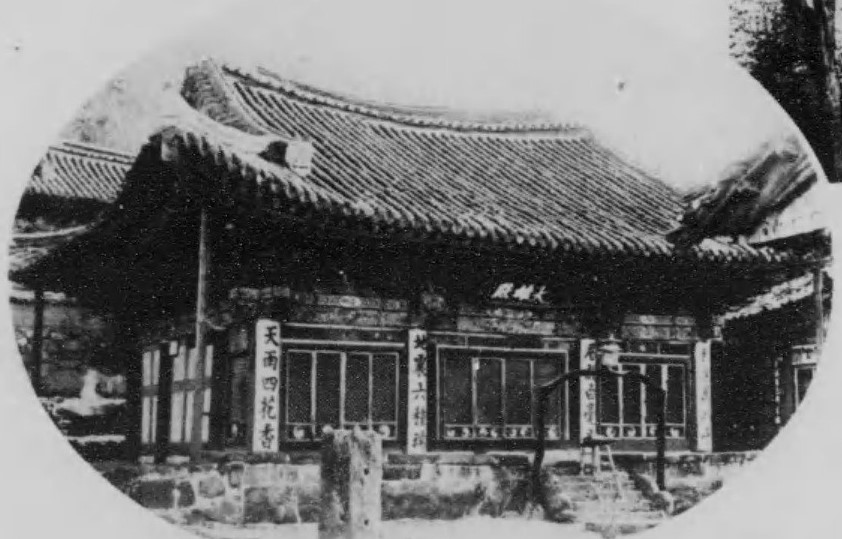
松広寺の大雄殿。1920年頃
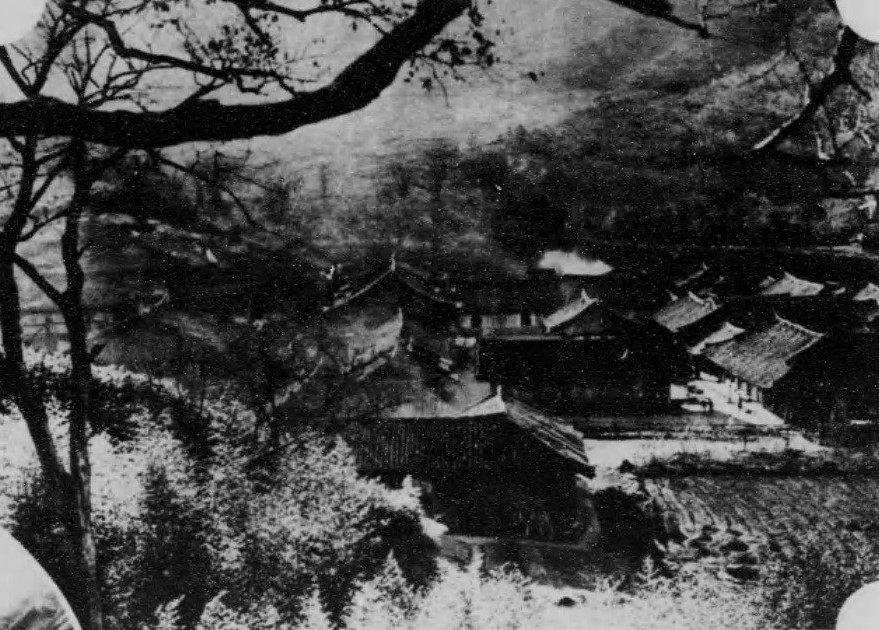
松広寺全景

## 文化財
- 木彫三尊仏龕（国宝第42号）
- 『高麗高宗制書』（国宝第43号）
- 国師殿（国宝第56号）